# Eucyclops tenellus
Eucyclops tenellus is een eenoogkreeftjessoort uit de familie van de Cyclopidae. De wetenschappelijke naam van de soort werd in 1909 voor het eerst geldig gepubliceerd door Georg Ossian Sars.